# Nikolaus Riehl
Nikolaus Riehl (24 de mayo de 1901 – 2 de agosto de 1990) fue un físico industrial alemán. Fue director de la sede científica de Auergesellschaft. Cuándo los rusos entraron en Berlín cerca del final de la Segunda Guerra Mundial, siendo invitado a la Unión Soviética, donde se quedó una década. Por su trabajo en el proyecto de la bomba atómica soviética, fue galardonado con el Premio Stalin, Premio Lenin, y la Orden de la Bandera Roja del Trabajo. Cuándo fue repatriado a Alemania en 1955, escogió ir a Alemania Del oeste, donde se unió a Heinz Maier-Leibnitz en su bastón de reactor nuclear en Technische Hochschule München (THM); Riehl hizo contribuciones a la facilidad nuclear Forschungsreaktor München (FRM). En 1961 se convirtió en profesor de la física técnico ordinaria de THM, y concentró sus actividades de búsqueda en física estatal sólida, especialmente la física de hielo y la espectroscopia óptica de sólidos.

## Educación
Riehl Nació en Santo Petersburg, Rusia en 1901. Su madre era rusa y su padre era un ingeniero profesional alemán empleado por Siemens y Halske. Debido a este hecho, Riehl hablaba alemán y ruso con fluidez. De 1920 a 1927, fue estudiante en la Santo Petersburg Universidad Politécnica y en la Humboldt Universidad de Berlín. Recibió su doctorado en química nuclear en la Universidad de Berlín en 1927, bajo la dirección de la física nuclear Lise Meitner y el químico nuclear Otto Hahn; su tema de tesis fue el Geiger-Müller contadores para espectroscopia del rayo beta.

## Carrera

### Años tempranos
Inicialmente tomó una posición en industria alemana con Auergesellschaft, donde se convirtió en una autoridad en luminiscencia. Mientras completaba su Habilitación, continúe su carrera industrial en Auergesellschaft, cuando opposed a trabajar en academia. De 1927, sea un científico de personal en el departamento de radiología. De 1937, fue director del departamento de ingeniería óptico. De 1939 a 1945, fue director de la sede científica.
Con una cantidad sustancial de uranio de "residuos", se extrajo radio. Después de leer un papel en 1939 por Siegfried Flügge, del uso técnico de energía nuclear de uranio, Riehl reconoció una oportunidad empresarial para la compañía, y, en julio de aquel año, fue al Heereswaffenamt (HWA, Ejército Ordnance Oficina) para discutir de la producción de uranio. El HWA estuvo interesado y Riehl recursos corporativos comprometidos a la tarea. El HWA finalmente proporcionó una orden para la producción de óxido de uranio, el cual tuvo lugar en la Planta Auergesellschaft planta en Oranienburg, norte de Berlín.

### En la Unión Soviética
Cerca del final de la Segunda Guerra Mundial, cuando estadounidenses, británicos, y rusos se acercaban a Berlín, Riehl y algunos de su personal se movieron al oeste de pueblo de Berlín, para probar y asegurar la ocupación de fuerzas británicas o americanas. Aun así, a mediados de mayo de 1945, con la asistencia de colega de Riehl, Karl Günter Zimmer, los físicos nucleares rusos Gueorgui Fliórov y Lev Artsimóvich apareció un día en NKVD con el uniforme del coronel. El uso de físicos nucleares rusos en el despertar de avances de tropa soviética para identificar y “requisar” equipamiento, materiel, propiedad intelectual, y el personal útil al proyecto de bomba atómico ruso es similar a la Operación Alsos de EE. UU. La cabeza militar de Alsos era el teniente coronel Boris Pash, cabeza anterior de seguridad en el esfuerzo de bomba atómico americano, el Proyecto de Manhattan, y su científico jefe era el eminente físico Samuel Goudsmit. A principios de 1945, el Soviets inició un esfuerzo similar a Alsos (ruso Alsos). Cuarenta de menos de 100 científicos rusos del laboratorio del proyecto de bomba atómico soviético 2 fue a Alemania, Austria, y Checoslovaquia en soporte de adquisiciones para el proyecto.
Los dos coroneles pidieron que Riehl se les uniera en Berlín por unos cuantos días, donde también el conocido físico nuclear Yuli Jaritón, también en el uniforme de un coronel del NKVD. Esta estancia en Berlín se convirtió en diez años en la Unión Soviética. Riehl y su personal, incluyendo sus familias, fueron trasladados a Moscú el 9 de julio de 1945. Con el tiempo, el laboratorio entero fue desmantelado y transportado a la Unión Soviética.
Otros científicos alemanes provenientes de Berlín quienes tomaron a la Unión Soviética en aquel tiempo, y quién cruzaría caminos con Riehl, fueron Manfred von Ardenne, director de su laboratorio privado Forschungslaboratoriums für Elektronenphysik, Gustav Hertz, Nobel Laureate y director de Laboratorio de Búsqueda II en Siemens, Peter Adolf Thiessen, profesor ordinario en la Universidad Humboldt de Berlín y director del Káiser-Wilhelm Institut für physikalische Chemi und Elektrochemie (KWIPC) en Berlín-Dahlem, y Max Volmer, profesor ordinario y director del Instituto de Fisicoquímica en la Universidad Técnica de Berlín. Poco después de ser llevados a la Unión Soviética, Riehl, von Ardenne, Hertz, y Volmer fueron convocados para una reunión con Lavrenti Beria, cabeza del NKVD y del proyecto de bomba atómica soviético.
Cuando un equipo de búsqueda soviético arribó al Auergesellschaft de Oranienburg, encontraron casi 100 toneladas de óxido de uranio bastante puro. La Unión Soviética tomó este uranio como reparaciones, el cual aumento entre 25 % y 40 % del uranio tomado de Alemania y Checoslovaquia al final de la guerra. Khariton Dijo el uranio encontrado allí salvó la Unión Soviética un año en su proyecto de bomba atómico.
De 1945 a 1950, Riehl fue el encargado de producción de uranio de la Planta N.º. 12 en Elektrostal' (Электросталь). Científicos alemanes, quiénes eran mayoritariamente científicos atómicos, enviados por el Soviets, en el final de la Segunda Guerra Mundial, para trabajar en el grupo de Riehl en la Planta Nom. 12 incluido A. Baroni (PoW), Hans-Joachim Birth, Alexander Catsch (Katsch), Werner Kirst, H. E. Ortmann, Przybilla, Herbert Schmitz (PoW), Sommerfeldt, Herbert Thieme, Tobein, Günter Wirths, y Karl Günter Zimmer. Mientras Nacido, Catsch, y Zimmer había colaborado con Riehl en Alemania, eran de hecho no separar de Auergesellschaft pero con N. V. Timofeev-Resovskij Departamento de Genética en el Káiser-Wilhelm Gesellschaft Institut für Hirnforschung (KWIH, Káiser Wilhelm Instituto para Búsqueda de Cerebro) en Berlín-Buch. Riehl Tuvo un tiempo duro que incorpora estos tres a su tasking en Núm. de Planta 12 en su producción de uranio tasking, tan Nacido era un radiochemist, Catsch era un physician y biólogo de radiación, y Zimmer era un físico y biólogo de radiación.
El Ehlektrostal' Núm. de Planta 12, en el último trimestre de 1946, entregaba aproximadamente tres toneladas métricas de uranio metálico por semana al Laboratorio N.º 2, el cual era conocido más tarde como el Kurchatov Instituto de Energía Atómica. Por 1950, Núm. de Planta 12 producía aproximadamente uno tonelada métrica por día, y no fue la única planta de producción de uranio metálico en la operación.
Después de la detonación de la bomba de uranio rusa, producción de uranio iba sin problemas y la supervisión de Riehl ya no era necesaria en la Planta N.º 12. Riehl entonces fue, en 1950, para encabezar un instituto en Sungul', donde se quedó hasta 1952. Esencialmente el personal restante en su grupo estuvo asignado en otro lugar, con la excepción de H. E. Ortmann, A. Baroni (PoW), y Herbert Schmitz (PoW), quién fue con Riehl. Aun así, Riehl ya había enviado, Catsch, y Zimmer al instituto en diciembre de 1947. El contingente alemán en el instituto en Sungul' nunca superó a 26 en 1946 había 95 personas en la facilidad, el cual creció a 451 por 1955, y el contingente alemán ya había dejado unos cuantos años antes de que aquello. Además aquellos ya mencionados, otros alemanes en el instituto eran Rinatia von Ardenne (hermana de Manfred von Ardenne, director de Instituto Un, en Sukhumi) Wilhelm Menke, Willi Lange (quién casado el widow de Karl-Heinrich Riewe, quién había sido en Heinz el laboratorio de la pose V, en Obninsk), Joachim Pani, y K. K. Rintelen. El instituto en Sungul' era responsable del manejo, tratamiento, y uso de productos radioactivos generados en reactores, así como biología de radiación, dosímetro, y radioquímica. El instituto era el Laboratorio B, y era supervisad por el 9.º Jefe Director del NKVD (MVD después de que 1946), la misma organización qué supervisaba el Alsos Ruso. El personal científico de Laboratorio B ShARAShKA era mixto soviético y alemán, el ser anterior mayoritariamente exilios o prisioneros políticos, a pesar de que algunos del personal de servicio eran delincuentes. (Laboratorio V, en Obninsk, al mando de Heinz Pose, era también un sharashka y trabajando en el proyecto de bomba atómico soviético. Otros alemanes notables en la facilidad eran Werner Czulius, Hans Jürgen von Oertzen, Ernst Rexer, y Carl Friedrich Weiss.)
Laboratorio B era conocido bajo otro nombre oculto Объект 0211 (Ob'ekt 0211, Objeto 0211), así como Objeto B. (En 1955, Laboratorio B estuvo cerrado. Algunos de su personal estuvieron transferidos en otro lugar, pero la mayoría de ellos estuvo asimilado a un nuevo, segundo instituto de armas nucleares, Instituto de Búsqueda Científica-1011, NII-1011, hoy sabido como el Centro Nuclear Federal ruso Todo-Instituto de Búsqueda Científico ruso de Física Técnica, RFYaTs@–VNIITF. NII-1011 tuvo el señalamiento предприятие п/я 0215, i.e., caja de oficina de correo de empresa 0215 y Объект 0215; el señalamiento último también ha sido utilizado en referencia a Laboratorio B después de su clausura y asimilación a NII-1011.)
Uno de los presos políticos en el Laboratorio B era colega de Riehl del KWIH, N. V. Timofeev-Resovskij, quién, como ciudadano soviético, estuvo arrestado por las fuerzas soviéticas en Berlín en la conclusión de la guerra, y sentenciado a 10 años en el Gulag. En 1947, Timofeev-Resovskij fue rescatado fuera de un duro Gulag campamento para prisioneros, nursed atrás a salud, y enviado a Sungul' para completar su frase, pero todavía hacer una contribución al proyecto de bomba atómico soviético. En Laboratorio B, Timofeev-Resovskij encabezó el radiobiology departamento en Laboratorio B, y otro prisionero político, S. A. Voznesenskij, encabezó el Departamento de radioquímica. En Laboratorio B, con Births, Catsch, y Zimmer era capaz de conducir el trabajo similar a aquello cuál habían hecho en Alemania, y los tres devinieron Jefes de sección departamental en Timofeev-Resovskij.
Hasta el regreso de Riehl a Alemania en junio de 1955, que Riehl tuvo que solicitar y negociar, que fue puesto en cuarentena en Agudseri (Agudzery) a partir de 1952. La casa en la que Riehl vivía había sido diseñado por Max Volmer y había sido previamente ocupado por Gustav Hertz, cuando era director del Laboratorio G.
Por sus contribuciones al proyecto de bomba atómico soviético, Riehl estuvo galardonado con el Stalin Premio (primero clase), un Lenin Premio, y el Héroe de medalla de Trabajo Socialista. Como parte de los premios, también se le dio una Dacha oeste de Moscú; que no utilizó la dacha. Por el trabajo en la Planta Nom. 12, los colegas Riehl y Thieme fueron galardonados con el premio Stalin Premio y el Orden de la Pancarta Roja de Trabajo soviético, también llamado y el Orden de la Bandera Roja.

### Regreso a Alemania
En 1954, el Deutsche Demokratische Republik (DDR, República Democrática Alemana) y la Unión Soviética preparó una lista de científicos desearon mantener en el DDR, debido a su teniendo trabajado en los proyectos relacionaron al proyecto de bomba atómico soviético; esta lista era sabida como el “A-lista”. En este Un-la lista era los nombres de 18 científicos, dominados por miembros del Riehl grupo, el cual trabajó en Núm. de Planta 12 en Ehlektrostal'.
Mientras Riehl trabajo para la Unión Soviética se enriqueció y prestigio significativos, su motivación primaria para dejar Rusia era libertad. Riehl Llegó a Alemania Del este el 4 de abril de 1955; aun así, por junio huyó a Alemania Occidental. Una vez allí, una Heinz Maier-Leibniz en su personal de reactor nuclear en Universidad Técnica de Múnich, donde hace contribuciones, empezando en 1957, a la facilidad nuclear Forschungsreaktor München (FRM). En 1961 fue profesor ordinario de física técnica allí y concentró sus actividades de búsqueda en física estatal sólida, especialmente la física de hielo y espectroscopia óptica de sólidos.

## Personal
Riehl Y su mujer Ilse, tuvieron dos hijas, Ingeborg (mayor) e Irene. Y un hijo muerto de causas naturales y fue enterrado en Alemania.

## Selecciones de publicaciones y patentes
La mayoría de estas citas de literatura ha sido garnered por buscar en variaciones del nombre del autor encima Google, Becario de Google, la Base de datos de Citas de la Energía.

## Algunas publicaciones

### Libros
- con Heinrich Ortmann. Über den Aufbau der Zinksulfid-Luminophor. Verl. Chemie, 1957.
- con Bernhard Bullemer y Hermann Engelhardt (eds.) Physics of Ice. Proceedings of the International Symposium. München, 1968 (Plenum, 1969)
- con Fred Fischer. Einführung in die Lumineszenz. Thiemig, 1971.
- Stalin´s Captive. Nikolaus Riehl and the soviet race for the bomb. American Chemical Society 1996 (Übersetzung und Vorwort Frederick Seitz).